# Liometopum luctuosum
Liometopum luctuosum é uma espécie de formiga do gênero Liometopum.